# Caleta de Fuste
Caleta de Fuste o El Castillo es una localidad del municipio de Antigua en la isla de Fuerteventura, Canarias, España. En 2016 contaba con 6400 habitantes.

## Situación
Se encuentra en la costa de Antigua, en la bahía del Fuste o del Castillo. A escasos kilómetros del aeropuerto y a unos 10 km al sur de la capital insular de Puerto del Rosario. En su mayor parte es una sucesión de establecimientos turísticos y urbanizaciones residenciales, como "El Castillo", "Costa de Antigua" o "Fuerteventura Golf Club".

## Lugares de interés

### El Castillo

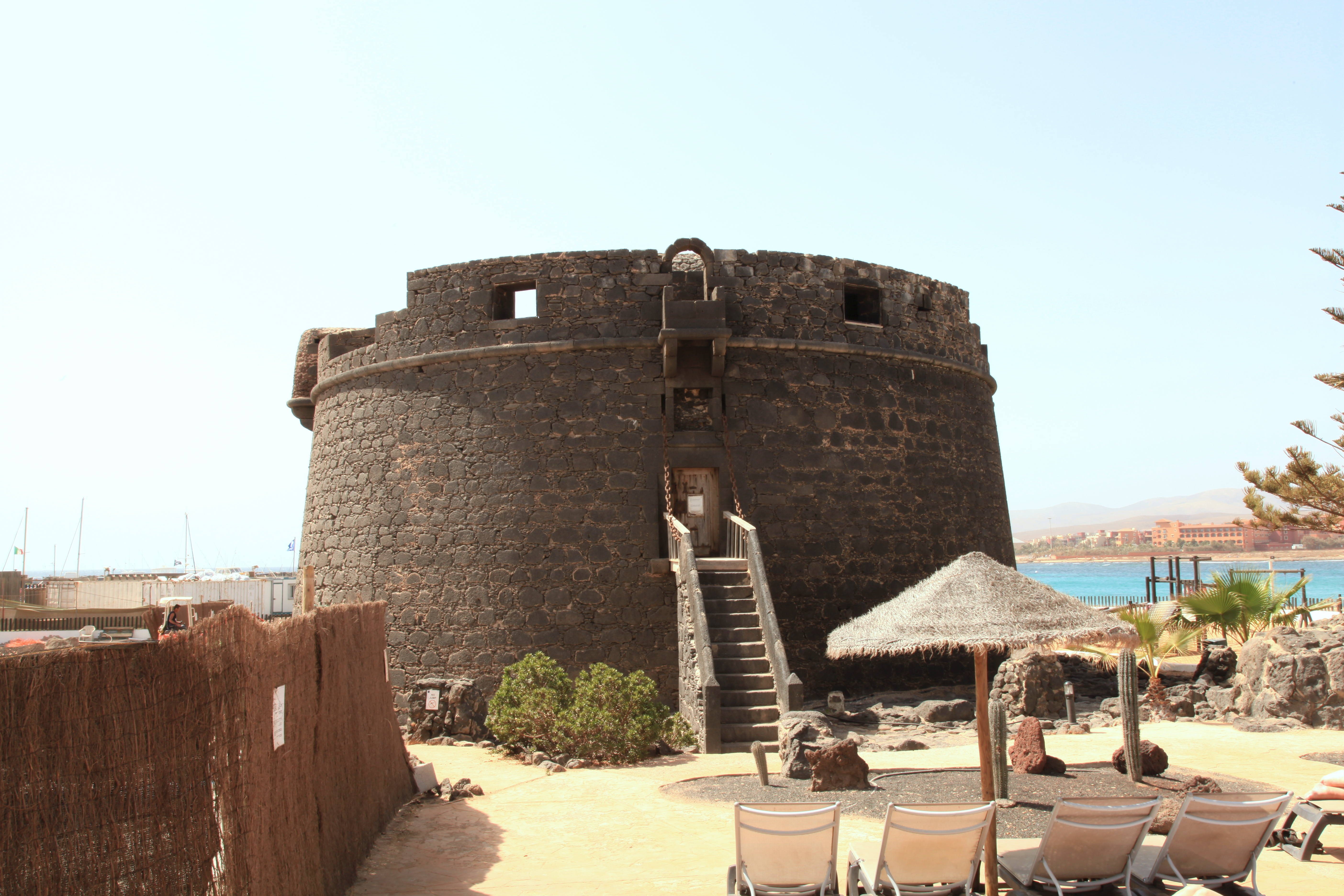
Torre de San Buenaventura

El monumento más representativo de la localidad es la Torre de San Buenaventura, o Castillo de Caleta, construido en 1714 como parte del sistema defensivo ante los constantes ataques piráticos que sufría la isla. Es análogo al Castillo de El Cotillo diseñados ambos por Claudio de L'Isle. Está protegido como Bien de Interés Cultural desde 1949.

### La playa
Es una playa de arena dorada de 700 metros de longitud y 40 de ancho. Ha recibido aportes de arena para adaptarla al crecimiento turístico. Cuenta con todos los servicios.